# Château Margaux
Château Margaux er et fransk vinslot i kommunen Margaux i Médoc regionen i departementet Gironde. Slottets vinmarker ligger på venstre side af Gironde æstuariet og giver druer til en vin, som opnår status af Premier Cru i den officielle klassifikation af Bordeaux vine af 1855. Chateau Margaux består normalt af 75% Cabernet Sauvignon, 20% Merlot, 5% Petit verdot og Cabernet Franc druer og er en af verdens dyreste vine.
45°02′40″N 0°40′07″V / 45.044419°N 0.668706°V